# 배상태
배상태(裵相台, 1939년 ~ 2025년 3월 26일)는 대한민국의 작곡가이다.

## 생애
경상북도 성주에서 태어났다. 성광중학교를 1회로 졸업했다. 1956년 대구 KBS 전속가수로 활동하다 서라벌 전문대에서 작곡 공부를 했다. 해병대 군악대 복무 시절 작곡발표회를 가졌고, 1963년 9월 송춘희씨를 통해 《송죽부인》을 발표하면서 데뷔했다. 배호가 불러서 히트한 《돌아가는 삼각지》, 《안개 낀 장충단 공원》 등 40여년 동안 모두 2천여곡을 작곡했다. 2녀 1남 중 딸 둘은 결혼했고, 아들은 미국에서 공부하고 있다.
2025년 3월 26일 지병인 패혈증과 만성신부전증으로 사망하였다.

## 기타 비고 사안
- 배상태는 배호의 삼종숙이었다.[1]
- '돌아가는 삼각지'를 작곡한 때는 1966년 4월 어느 비 오는 날이었다. 서울 노량진이 집이었던 배상태씨는 전차를 타고 삼각지를 지나던 중 창밖의 을씨년스러운 광경을 접하고 김포 해병대 군악대 시절 용산역에서 고향인 대구행 열차를 탔을 때의 광경을 떠올리며 노래를 작곡했다.[4]
- 당시 인기 절정의 가수였던 남진과 남일해, 금호동 등을 섭외했으나 실패했고, '두메산골', '굿바이' 등을 불렀던 배호에게 노래를 줬다.[4]

## 상훈
- 2016년 제7회 대한민국 대중문화예술상 보관문화훈장